# دائرة الهاشم
دائرة الهاشم هي إحدى دوائر ولاية معسكر الجزائرية.